# Tareg Hamedi
Tareg Hamedi (arab. ‏طارق حامدي‎) (ur. 26 lipca 1998) – karateka z Arabii Saudyjskiej, wicemistrz olimpijski, czterokrotny mistrz Azji.

## Życiorys
Urodził się 26 lipca 1998. W 2021 roku w barwach Arabii Saudyjskiej wziął udział w Letnich Igrzyskach Olimpijskich 2020, gdzie wystartował w konkurencji kumite powyżej 75 kg. Zajął on drugie miejsce w swojej grupie, co dało mu awans do półfinału, gdzie wygrał z reprezentantem Japonii Ryutaro Araga. W finale zmierzył się z Sajadem Ganjzadehem z Iranu, jednak został zdyskwalifikowany za nieregulaminowe kopnięcie. Jego srebrny medal okazał się jedynym zdobytym krążkiem Arabii Saudyjskiej na tych igrzyskach. Hamedi od 2017 roku startował w Mistrzostwach Azji, gdzie do 2023 roku zdobył dziewięć medali, w tym trzy drużynowo.